# Louis-Mathias de Barral
Louis-Mathias de Barral (Grenoble, 1746. április 26. – Párizs, 1816. június 6.) francia püspök és teológiai író.

## Élete
Hajlamot érezvén magában a papi pályára, fölvétette magát a Saint-Sulpice papnöveldébe, ahol társai közül kitűnvén, Luynes bíbornok magával vitte őt Rómába. Innen visszatérve, archidiakónussá lett, a forradalom kezdetén pedig mint Tours érseke szerepelt, de mivel az alkotmányra az esküt letenni vonakodott; nemcsak püspökségétől fosztották meg, hanem hazájából is menekülni kényszerült. A Brumaire 18-ai esemény után egyike volt azon 45 püspöknek, akik, hogy a konkordátum megkötését elősegítsék, beadták lemondásukat. A forradalom viharának elmúlta után visszatért Franciaországba, ahol az első konzul szívesen fogadta és csakhamar meaux-i püspökké, Tours érsekének halála után pedig ide, régi érsekségére nevezte ki. Napóleon sokszor felhasználta az ügyes ember szolgálatát aki a közvetítő szerepét játszotta közte és a pápa között, s elismerése jeléül birodalmi gróffá és szenátorrá nevezte ki. 1814-ben 
Jozefina császárné felett ő tartotta a gyászbeszédet. Napóleon bukásával újból elvesztette püspökségét. Barral egyházirodalmi munkásságának termékei: Sentiments de M. l'évêque de Troyes. Véritable état de la question de la promesse de fidélité à la constitution, demandée aux prêtres. Fragments relatifs à l'histoire ecclésiastique du dix neuvième siècle. Défense des libertés de l'Église gallicane, et de l'assemblée du clergé de France tenue en 1782.